# Museo Ingres Bourdelle
El Museo Ingres (en francés: Musée Ingres) es un museo de bellas artes situado en Montauban, Francia, en el antiguo palacio episcopal. Está dedicado al pintor Jean-Auguste-Dominique Ingres, nacido en Montauban. También incluye obras de otros artistas franceses como Antoine Bourdelle.
En enero de 2017, el museo cerró sus puertas durante 36 meses para emprender un amplio proyecto de renovación y modernización. Sus obras siguen viviendo "fuera de los muros", en Montauban, pero también en otros museos, en Francia y en el extranjero.

## Historia
Durante la Guerra de los Cien Años, Montauban estaba bajo dominio inglés. Eduardo Plantagenet, príncipe de Gales, decidió construir un castillo. Apodado el príncipe Negro, dejó su nombre en la parte inferior del castillo que había construido: el salón del Príncipe Negro. 
Durante las guerras de religión, la ciudad fue uno de los núcleo de los hugonotes, que reforzaron las fortificaciones de la ciudad. Tras la toma de la ciudad por las tropas de Richelieu, las fortificaciones fueron derribadas y el castillo destruido. El sitio se convirtió en un solar vacío. Poco después, el obispo Pierre de Bertier decidió construir un palacio episcopal de estilo clásico sobre las ruinas del antiguo castillo del príncipe Negro. El edificio adquirió su forma definitiva con la parte inferior de la sala medieval del Príncipe Negro y la parte superior del hôtel en estilo clásico, todo en ladrillo, el único material disponible en abundancia en la ciudad de Montauban. La construcción del palacio episcopal fue de la mano con la construcción de la nueva catedral y pretendía restablecer el catolicismo de forma permanente en esta antigua ciudad protestante.
Tras la Revolución y la confiscación del palacio episcopal por los revolucionarios, fue utilizado como Ayuntamiento, y más tarde, a finales del siglo XIX, fue asignado a un museo. De hecho, en 1851, Ingres, de setenta y un años, donó a la ciudad una parte de sus colecciones, copias, obras de alumnos, jarrones griegos. La Sala Ingres fue inaugurada en 1854. La muerte de Ingres en enero de 1867 supuso un enriquecimiento excepcional constituido por el fondo de estudio del maestro, incluyendo varios miles de dibujos.
El palacio episcopal fue clasificado como monumento histórico por decreto del 11 de marzo de 1910. Cuando comenzó la Segunda Guerra Mundial, un gran número de obras dejó el Louvre para ser ocultadas. Así, el Museo de Ingres sirvió como escondite de la Mona Lisa y gran número de obras del Louvre entre 1939 y 1945.
Una profunda reorganización, llevada a cabo desde 1951 hasta 1958, hizo del Museo Ingres un establecimiento moderno según las concepciones de la época, y provisto de inventarios hasta entonces inexistentes.

Vistas del edificio
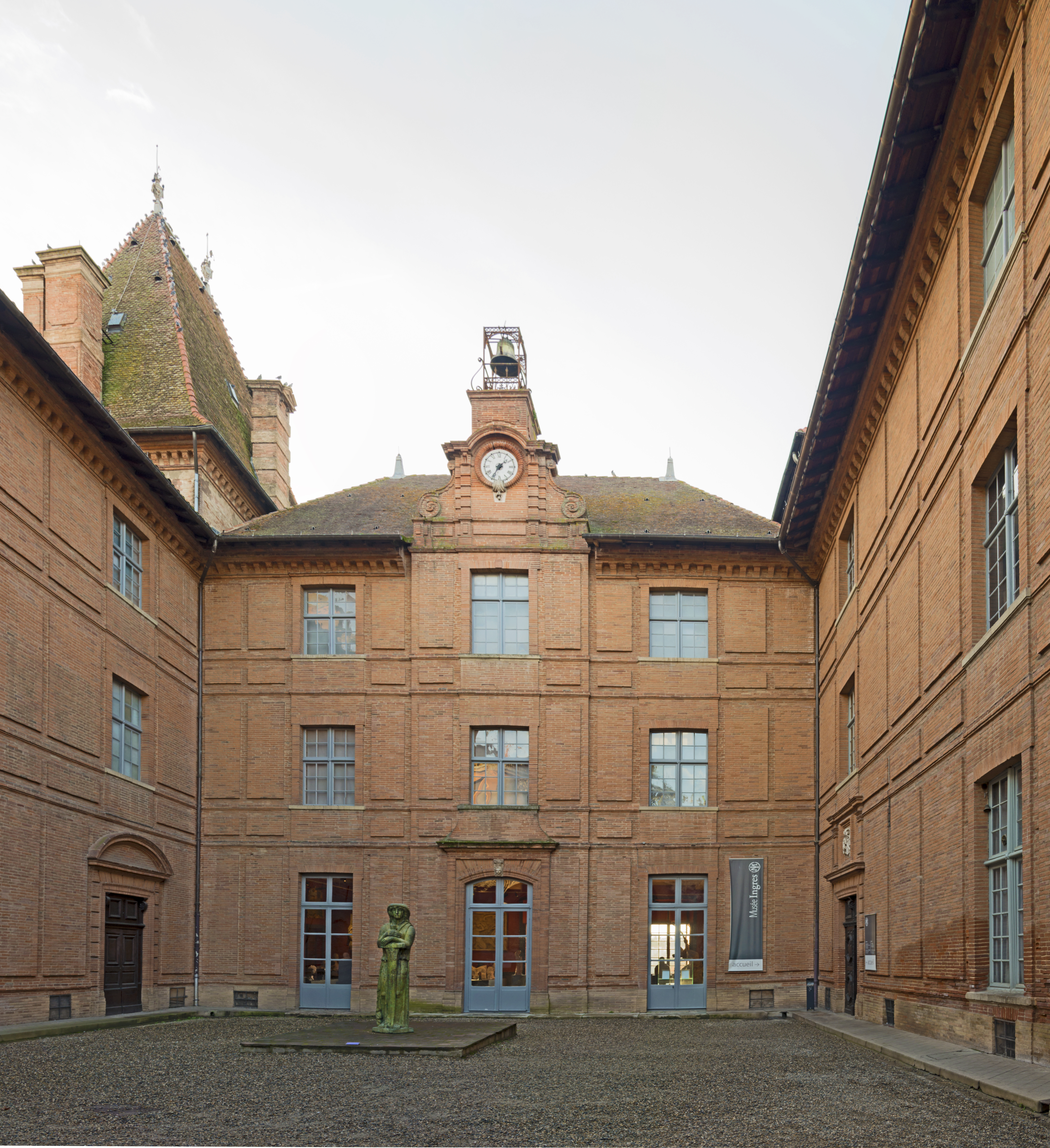
Patio interior del Museo Ingres
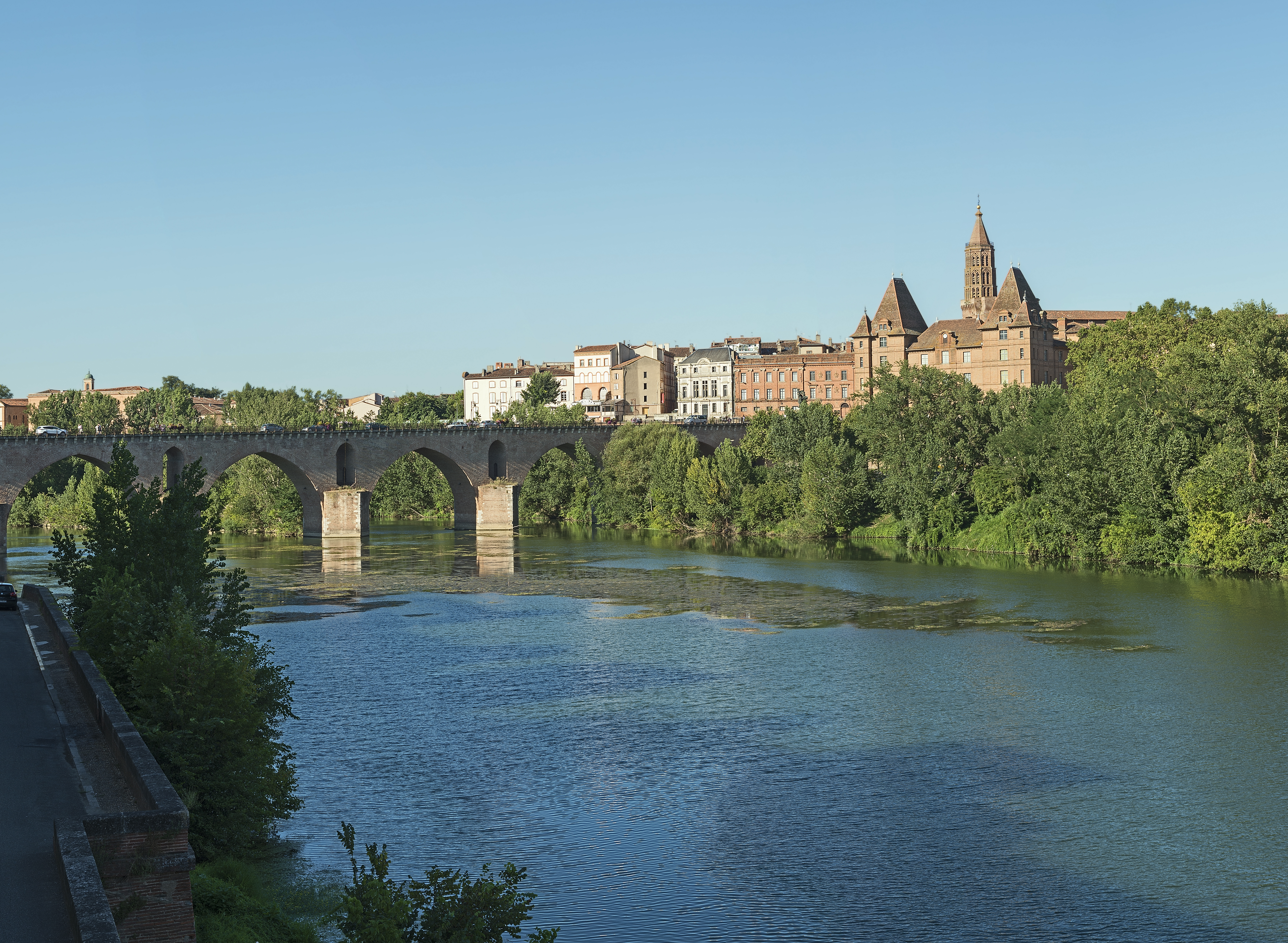
El Museo Ingres con el pont Vieux
Sala de Arqueología del Museo Ingres

## Galería de imágenes

Obras del museo
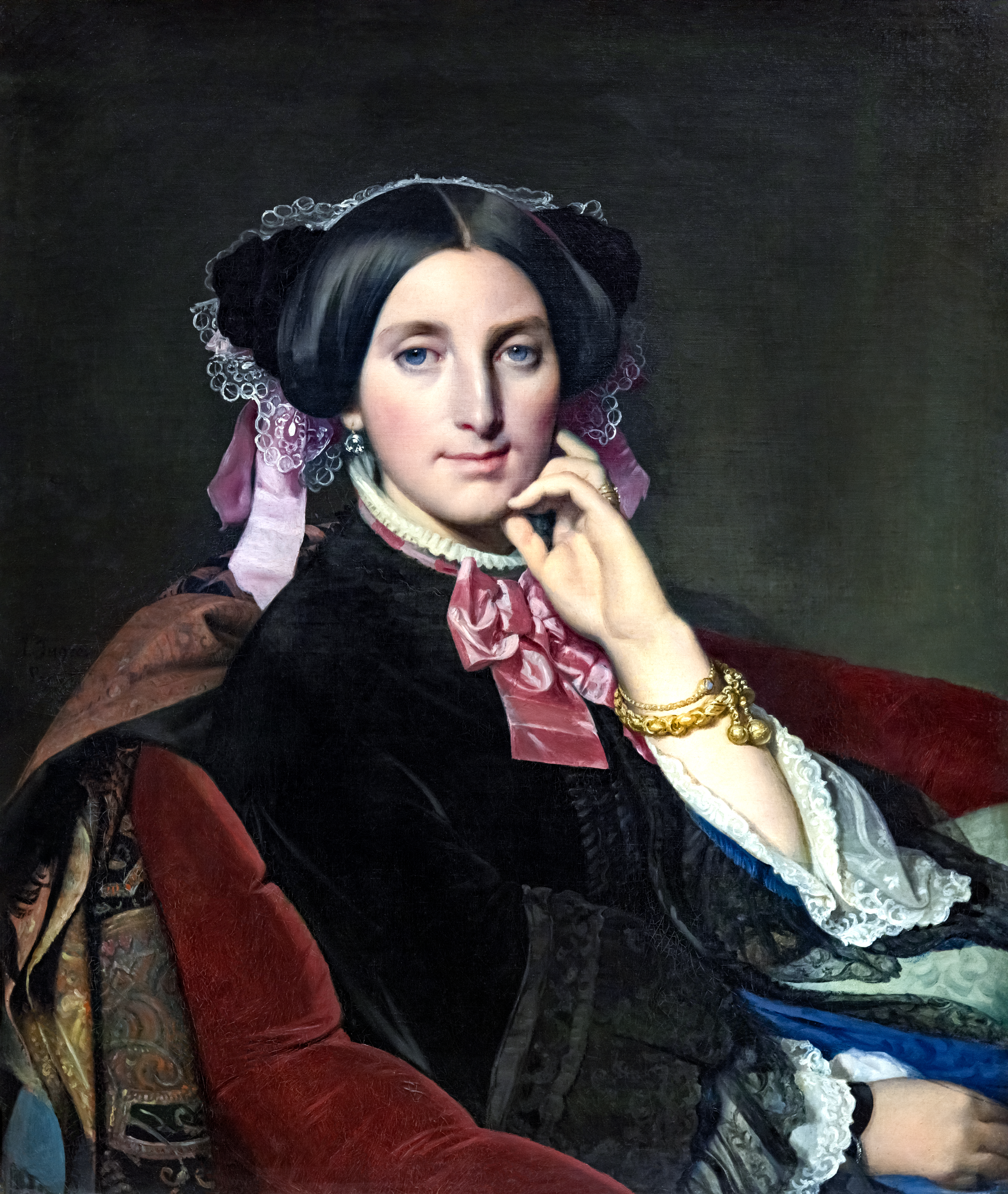
Madame Gonse, de Ingres
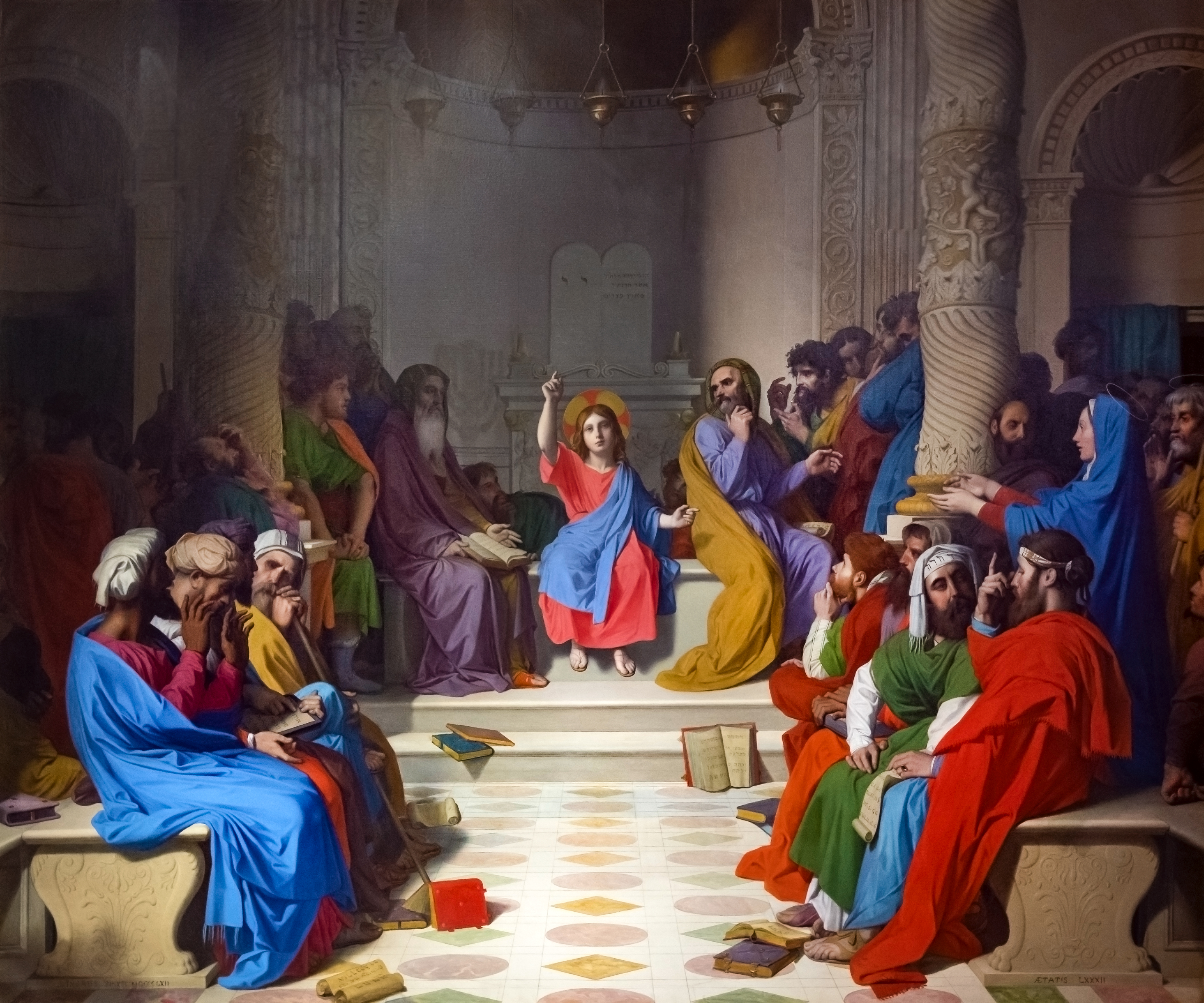
Cristo con los doctores del templo, de Ingres
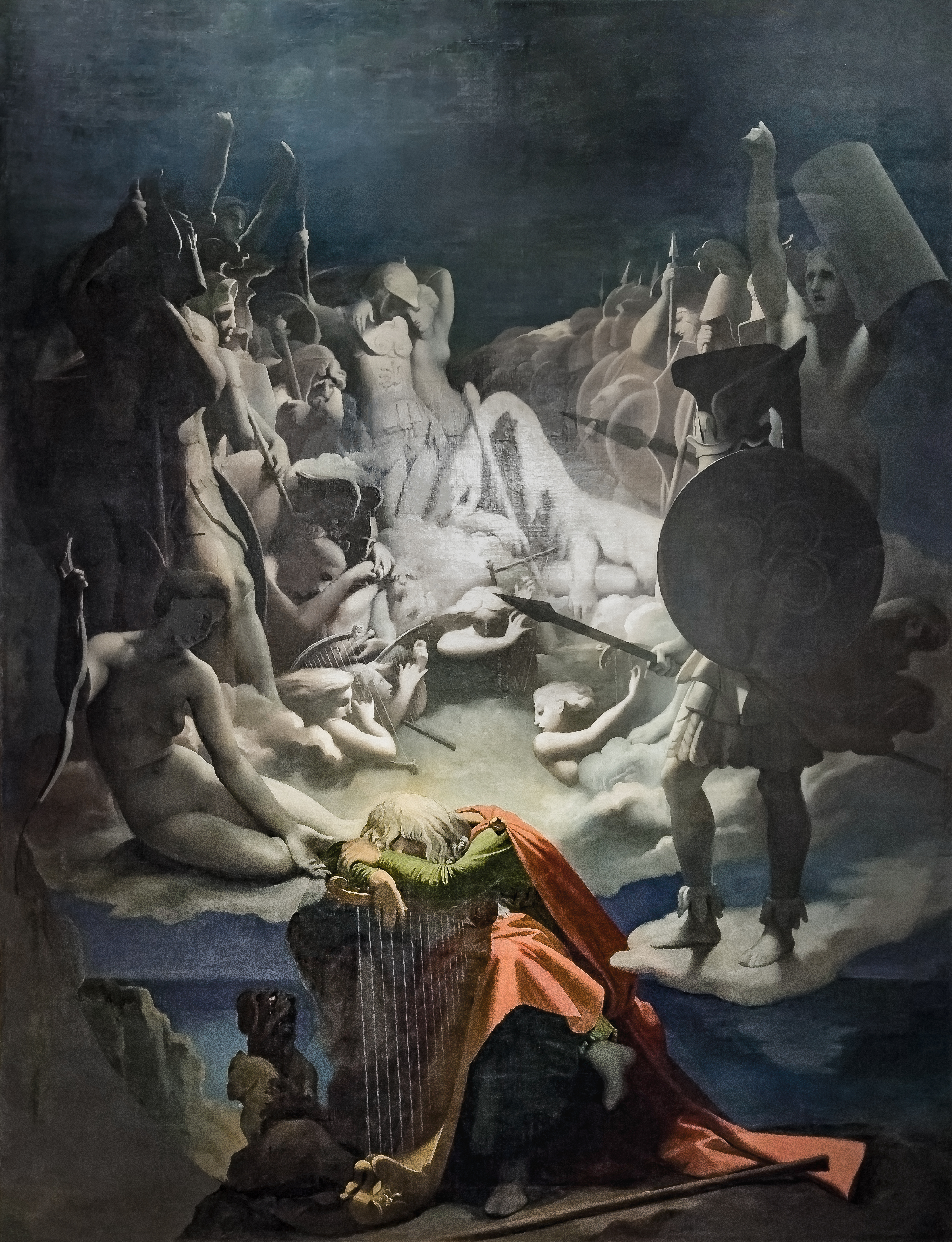
El sueño de Ossian, de Ingres
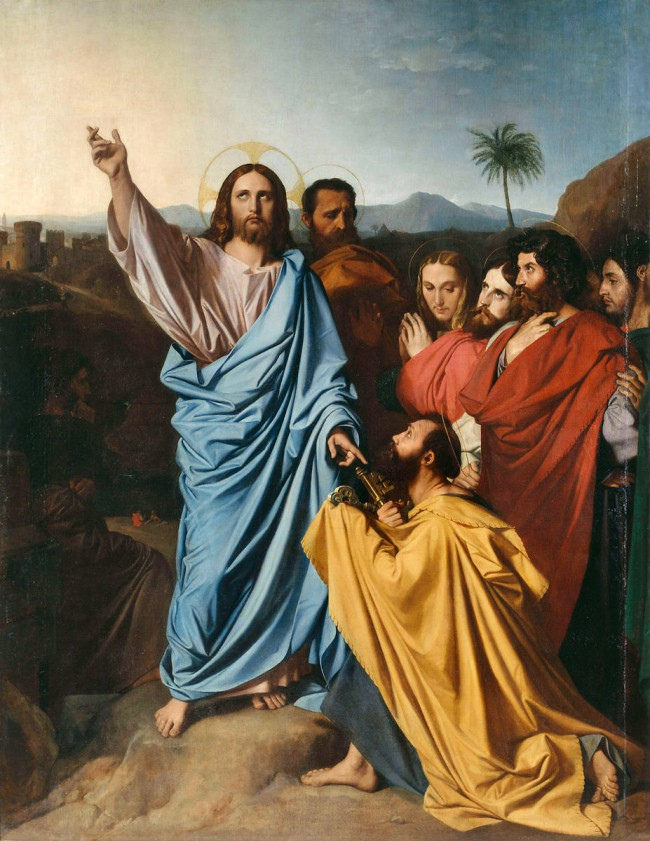
Cristo entregando las llaves a San Pedro, de Ingres